# Gallia Narbonensis
Gallia Narbonensis var en romersk provins i det moderne Provence, Frankrig. Den grænsede op til Italia, og den vigtige landevej mellem Rom og den iberiske halvø gik igennem den. Provinsen var derfor i de første århundreder f.v.t. en romersk bufferzone mod de fjendtlige stammer i andre dele af Gallien og Italien. Provinsen var også et knudepunkt for den lukrative handel på Rhône, hvor gods mellem Gallien og handelscenteret Massilia blev fragtet.
Området blev en provins i 121 f.v.t., først under navnet Gallia Transalpina. I begyndelsen kaldte romerne den desuden ofte Provincia Nostra («vor provins», eftersom resten af Gallien på det tidspunkt stort set var kontrolleret af keltere. Dette navn er siden blevet forvansket til Provence. Navnet Narbonensis kommer fra kolonien Narbo Martius (det moderne Narbonne), som blev grundlagt i 118 f.v.t. ved kysten.
44°N 4°Ø / 44°N 4°Ø